# Peter "Cool Man" Steiner
 (janvier 2009).
Pour les articles homonymes, voir Peter Steiner (designer graphique) et Steiner.
Peter "Cool Man" Steiner (né le 22 janvier 1917 et mort le 12 novembre 2007 à Walenstadt, Suisse), est un personnage publicitaire suisse alémanique. Il est devenu populaire dans les années 1990, grâce à un spot publicitaire dans lequel Steiner, déjà âgé et arborant une barbe, prononce la phrase « It’s cool man ! ».
Ses chansons It's cool man et Geierwally ont eu du succès (4e position dans le hit-parade Suisse). Steiner a reçu un disque d'or en Suisse et en Allemagne.

## Vie
Steiner est père de dix enfants et grand-père de neuf petits-enfants. Ses enfants sont  Mario, Bernadetta, Arno, Andrin, Urs (Maestro du San Francisco Symphony Orchestra « Sinfonietta »), Rea, Rita, Irene, Silvio et Patrik. Sa femme Katharina est aussi son manager. Son hobby était de visiter des foires au bétails. 
Dans le spot publicitaire pour Milka, Steiner jouait un montagnard « cool ». Sous le nom XXL feat. Peter 'Cool Man' Steiner, la chanson It’s Cool Man était publiée.  
La chanson était du genre « dance » ou « disco ». Steiner disait : « Ah – ein Stadtmensch.../Sie denken wohl auch, dass wir hier oben etwas altmodisch sind…/aber Vorsicht: It’s cool man! » (« Ah – un citadin... / Vous probablement aussi pensez, que nous sommes un peu démodé ci-haut... Mais attention : It’s cool man! ») 
Quand Steiner est parvenu à son nonantième anniversaire, il a reçu des félicitations notamment de la part d'Adolf Ogi (ONU-ambassadeur spécial) et de l’ancien boxeur Stefan Angehrn.
Steiner a vécu à San Bernardino-Village, puis à Walenstadt SG.

## Discographie
- Singles
  - Geierwally (avec XXL)
  - It’s Cool Man (avec XXL)
  - Sie Will Nur Mich, 1999, Ewoton
  - Oh You Fröhliche
  - Von den Bergen tönt es so
  - Nur ein Kuss
- Albums
  - Ah - ein Stadtmensch

## Liens
- Un demo bref de "It's cool man" sur musicservice-zh.com
- Steiner faire de la publicité touristique par Schiers